# Astrologie

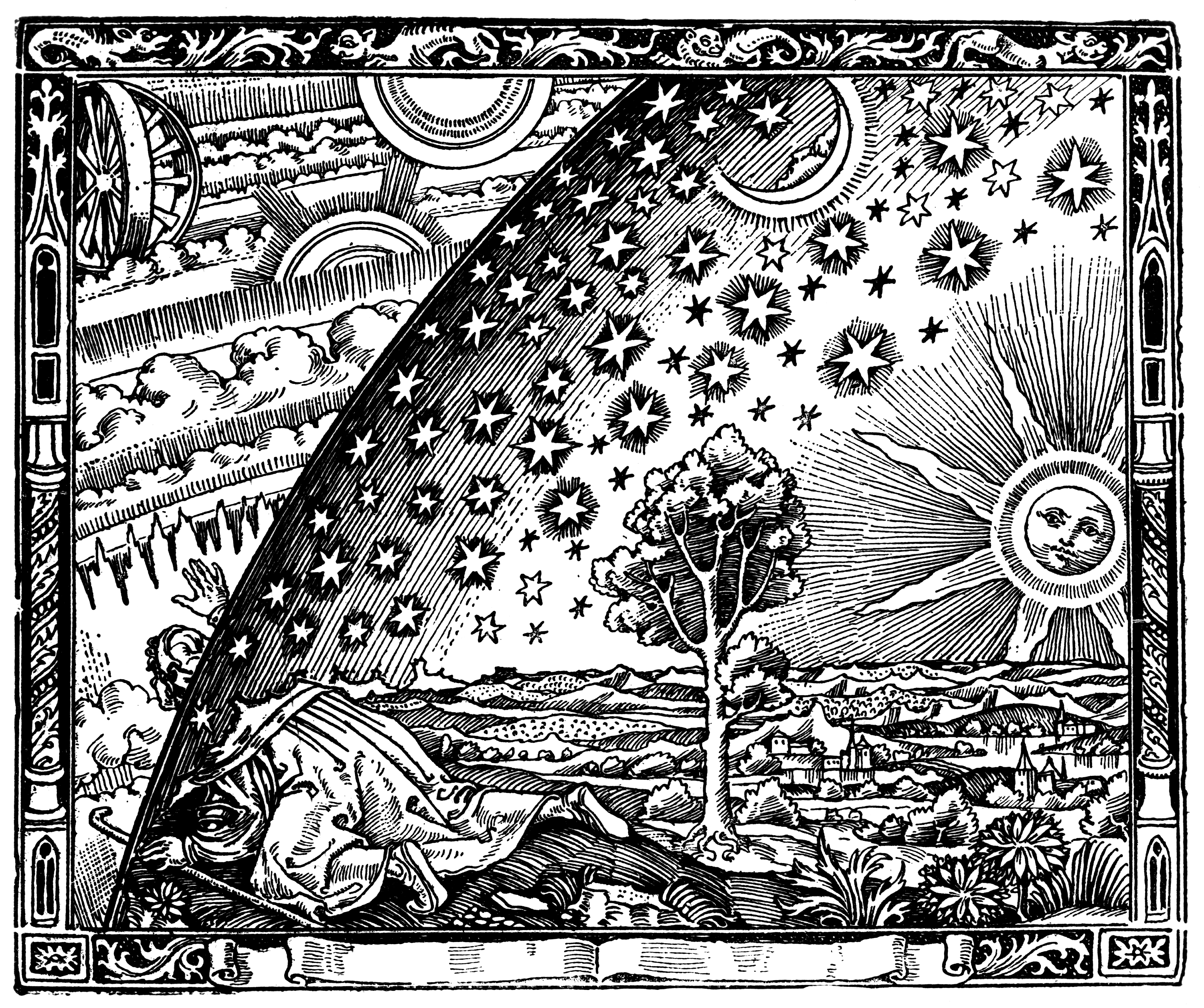
Flammarion's houtgravure (1888), anoniem

Astrologie of sterrenwichelarij is een verzamelnaam voor ideeën over het veronderstelde verband tussen het lot van mensen en gebeurtenissen op aarde en de stand van de hemellichamen. Bij een astrologische analyse gaat het vooral om de plaatsen aan de hemel van de zon, de maan en de planeten, die in de Oudheid als “sterren” werden aangeduid, meestal tegen de achtergrond van de vaste sterren in de dierenriem.
Astrologie kan volgens wetenschappelijk onderzoek niet aangetoond worden, en wetenschappers wijzen astrologie algemeen af als pseudowetenschap.
Het is onduidelijk hoeveel mensen er in geloven. De meeste mensen kennen bijvoorbeeld volgens Kocku von Stuckrad wel hun astrologisch sterrenbeeld of ascendant, of raadplegen hun horoscoop regelmatig, maar degenen die zich diepgaander met astrologie bezighouden vormen slechts een kleine minderheid.
Astrologie werd al beoefend sinds in het 2e millennium v.Chr. en vindt zijn wortels in kalendersystemen die werden gebruikt om seizoensverschuivingen te voorspellen en om hemelse cycli te interpreteren. Westerse astrologie, een van de oudste astrologische tradities die nog in gebruik zijn, vond zijn oorsprong in Mesopotamië, vanwaar het zich verspreidde naar het oude Griekenland, Rome, de Arabische wereld en uiteindelijk Centraal- en West-Europa. Hedendaagse westerse astrologie wordt vaak geassocieerd met het maken van horoscopen zoals de geboortehoroscoop of de relatiehoroscoop.

## Etymologie
De naam “astrologie” is afgeleid van het Griekse ἀστρολογία, “astrologia”, een samenstelling van ἄστρον (astron, ster of sterrenbeeld) en λόγος (logos, dit betekent onder meer theorie). Een beoefenaar van astrologie heet een “astroloog”, soms een betaald beroep.

## Geschiedenis

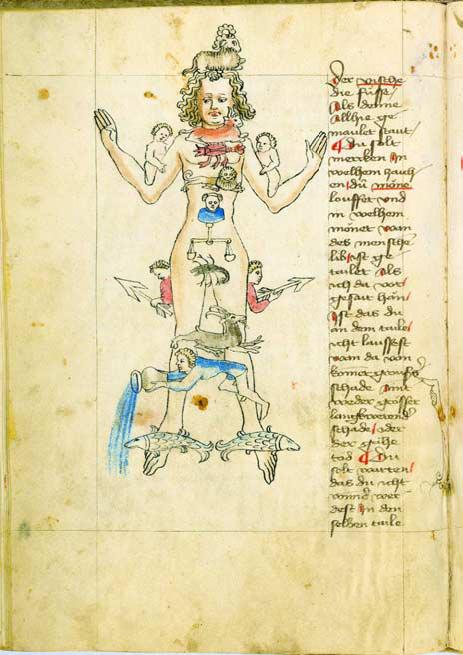
Een ‘zodiakman’. Het betreft melothesia: de invloed van de dierenriem en planeten op het lichaam. Illustratie uit de Wiesensteig-kalender, 1443

De beweging of stilstand van hemellichamen als de zon, maan, planeten en sterren langs de hemel heeft mensen van alle tijden gefascineerd. Men ontdekte regelmaat in deze bewegingen en probeerde die te beschrijven, waarbij niet alleen individuele lichtbronnen een naam kregen, maar ook schijnbare samenstellingen van die punten, de zogenaamde sterrenbeelden of tekens. Naast het beschrijven en verklaren van de hemellichamen en hun bewegingen, de astronomie, kende men bij de Babyloniërs en later bij onder meer de Egyptenaren en Romeinen betekenis toe aan hun posities aan de hemel om bijvoorbeeld de toekomst van de staat, het slagen van de oogst, de overstroming van de Nijl of het lot van een heerser te voorspellen. In de Bijbel treden astrologen op als de Wijzen uit het Oosten. Dat betekent niet dat de astrologie werd aangehangen in de oudheid. Zo vraagt de Romeinse filosoof Cicero zich in De Divinatione af of allen die tijdens de slag bij Cannae werden afgeslacht, geboren werden onder hetzelfde sterrenbeeld, aangezien de dood voor allen gelijk was.
Uit oudere vormen van astrologie ontwikkelde zich vanaf de 4e eeuw v.Chr. in de westerse astrologie de geboortehoroscoop, die zich niet meer richt op het lot van landen, volken en hun leiders maar op karakteranalyse van individuen. Pas vanaf de renaissance is er werkelijk sprake van een verschuiving van de mundane astrologie naar de individuele astrologie. Uit de positie van de zon in de dierenriem en van de planeten tijdens de geboorte beweert de astroloog karakter en toekomst van de persoon te kunnen afleiden. De moderne variant van astrologie, de psychologische astrologie, onthoudt zich echter van voorspellingen. Deze nieuwe richting in de westerse astrologie ontstond in de jaren dertig van de 20e eeuw. De psychologische of jungiaanse astrologie houdt zich niet bezig met voorspellingen: zij erkent de vrije wil van de mens en verwerpt het fatalistische karakter van de middeleeuwse astrologie.

### Oudste vormen van astrologie
Mundaanastrologie is de oudste vorm van astrologie. Het 'lezen van de sterren' om daaruit het lot van heersers en landen af te leiden werd reeds in het oude Babylonië (2e millennium v.Chr.) beoefend, en mogelijk al veel eerder. De observatie van de hemel en de beweging van sterren en planeten leidde mettertijd tot het begrip van het bestaan van de cycli van Zon, Maan en sterren. Daaraan werd het geloof verbonden dat de goden, door de sterren op een bepaalde manier aan de hemel te schikken, de mens omens (voortekens) wilden geven. Priesters kregen de taak om deze voortekens te interpreteren (uit te leggen) en baseerden zich op de astronomische gegevens die gedurende honderden jaren verzameld werden (zie Enuma Anu Enlil). Astronomie en astrologie waren in die periode onlosmakelijk met elkaar verbonden. Bij de voorspellingen speelden zons- en maansverduisteringen, en conjuncties van Jupiter en Saturnus een grote rol.
Uit de mundaanastrologie ontwikkelden zich andere vormen van astrologie:
- de echte uurhoekastrologie waarbij een antwoord gezocht wordt op een specifieke vraag;
- de gebeurtenishoroscoop, die wordt opgesteld bij een gebeurtenis als een huwelijk, het begin van iets, om inzicht te krijgen in de te verwachten evolutie van dat wat op dat moment 'geboren wordt'; als electiehoroscoop is het bedoeld om van tevoren het meest gunstige moment uit te rekenen om iets te ondernemen of te beginnen;
- de politieke astrologie, die zich specifiek bezighoudt met het lot van landen en hun te voeren politiek;
- de consulthoroscoop, waarbij een horoscoop wordt berekend voor het ogenblik dat de klant bij de astroloog binnenkomt.

De indeling van de dierenriem in twaalf tekens dateert van de 5e eeuw v.Chr. Een kleitablet uit 419 v.Chr. vermeldt voor de eerste keer alle twaalf de tekens. De oudste persoonlijke horoscoop, in onze tijd de meest voorkomende vorm van astrologie, dateert uit 410 v.Chr.

### Regio's
Astrologie heeft zich in verschillende regio's op de wereld ontwikkeld en tot verschillende stelsels van ideeën geleid, maar het gemeenschappelijke kenmerk was de gedachte dat er een voorspellende invloed uitgaat van de stand van de hemellichamen op het lot van mensen.

#### China
De ontwikkeling van de Chinese astrologie is nauw verbonden met die van de astronomie, die tot bloei kwam gedurende de Han-dynastie in de 2e eeuw van onze jaartelling. We weten nu dat de Chinezen van ca. 2000 jaar geleden gedetailleerde kronieken van astronomische waarnemingen hebben bijgehouden, zoals zons- en maansverduisteringen en de bewegingen van planeten en kometen. Hoewel deze astrologie onafhankelijk van het westen begon, zouden door contacten met de hellenistische astrologie mengvormen ontstaan en nu is het zelfs zo dat de meeste Chinese astrologen een westerse vorm van astrologie bedrijven. Vroeger was het ambt van Groot-Astroloog aan het hof van de keizer een van de hoogste bereikbare posities.
De Chinese dierenriem bestaat uit 12 tekens. Het jaar wordt enerzijds verdeeld in maanmaanden, overeenkomend met de fasen van de maan, en anderzijds in 24 gelijke perioden die "zonneweken" worden genoemd, afgeleid van de omloopbaan van de zon. De kalender vervult hierbij een functie van vitaal belang, vermits er bij de Chinese astrologie een rechtstreeks verband bestaat tussen de kalender en de astronomische gebeurtenissen. Een ander verschil met de westerse astrologie, is dat de traditionele Chinese astrologie in feite eerder werd gebruikt om te voorspellen dan om iemands karakter te analyseren.

#### India
De Vedische astrologie, Indiase astrologie of Jyotisha wordt gezien als de oudste bekende astrologische stroming. In Sanskrietgeschriften Rig Veda worden beschrijvingen ervan aangetroffen. De Vedische astrologie is gebaseerd op de Maan en de daaraan gekoppelde siderische (sterren-)dierenriem met 27 tekens, waar de westerse dierenriem is gebaseerd op de Zon met 12 tekens.

#### Midden-Oosten
De grondslag van de Westerse planeet-astrologie is gelegd in Mesopotamië, Babylon, wat tegenwoordig Irak heet. In oud-Babylonië werd astrologie beoefend door de bewegingen van de hemellichamen - vooral zon en planeten, maar bijvoorbeeld ook de ster Sirius - te bestuderen. Vooral de Chaldeeën werden er beroemd door. Deze werken zijn bij de ontwikkeling van de wetenschap van de hemellichamen, de astronomie, van nut geweest. De Enuma Anu Enlil is een reeks van 68 of 70 kleitabletten die betrekking hebben op de Babylonische astrologie, daterend uit het 7e millennium v.Chr. Het grootste deel van het werk is een verzameling van omens, die hemel- en atmosferische verschijnselen interpreteren als verbonden met het lot van de koning en de staat. Daaruit blijkt dat astronomische waarnemingen zoals maans- en zonsverduisteringen en planeetbewegingen gebruikt werden om voorspellingen te doen, bijvoorbeeld over welke stad of streek door een zonsverduistering getroffen zou worden.
De adviseurs van de koningen en farao's in Egypte waren tegelijkertijd priester, astroloog en wijsgeer. Een horoscoop werd ook alleen maar van de heerser van een land getrokken, teneinde adviezen te kunnen geven aangaande het sluiten van vrede, of het beginnen van een oorlog, instructies ten behoeve van zaaitijden en oogsten enzovoort. In die cultuur speelde de astrologie een dusdanig belangrijke rol dat men om astrologisch voorspeld onheil voor de koning te vermijden, soms een schijnkoning aanstelde. Met de hellenistische astrologie wordt de uit de 2e eeuw v.Chr. stammende astrologische traditie bedoeld die ontwikkeld werd in het hellenistische Egypte.

#### Midden- en Zuid-Amerika
Geheel onafhankelijk van China, India en de andere beschavingen van Europa en Azië, creëerden de Maya's van Midden-Amerika, voortbouwend op oudere culturen, een complexe samenleving waarin de astronomie en de astrologie een belangrijke rol speelden. Duiding van de kalender had zowel praktische als religieuze betekenis. Zons- en maansverduisteringen waren belangrijk, net als de positie van de heldere planeet Venus. Van de Maya's is geen ontwikkelde wiskunde bekend die in verband kan worden gebracht met hun astronomie, maar de Maya-kalender is wel het resultaat van zorgvuldige observatie.

#### Europa

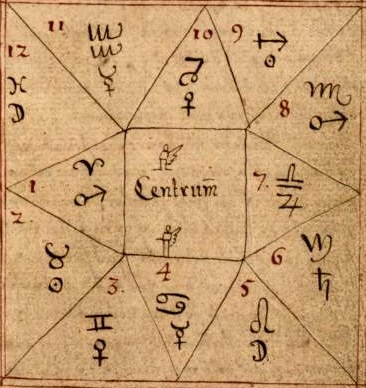
18e-eeuws IJslands manuscript met de 12 astrologische "huizen", de planeten en de tekens in de horoscoop

Astrologie was een belangrijk onderdeel van Hellenistische mysteriegodsdiensten, die voor de komst van het christendom in Europa een belangrijke aanhang hadden. Arabische geleerden waren vanaf de 8e eeuw begonnen met het vertalen van Griekse teksten uit deze periode, waaronder de Almagest van Ptolemaeus. Dankzij hun werk bleef een groot deel van de hellenistische astrologie bewaard voor het nageslacht (zie ook Arabische en islamitische astrologie). In 1085 viel de stad Toledo, met een van de mooiste bibliotheken van de islamwereld, in handen van de christenen. Onder de bezetters waren christelijke monniken die al snel begonnen met het vertalen van de oude werken in het Latijn. Tegen het einde van de 12e eeuw was een groot deel van het oude erfgoed  weer ter beschikking van het Westen.
In de Renaissance werd astrologie nog door astronomen als Johannes Kepler beoefend onder meer als bron van inkomsten.
Tijdens de Verlichting verminderde de belangstelling voor de astrologie, mede als gevolg van de opgang van de wetenschappen. Toch werd er nog geen echt onderscheid gemaakt tussen wat we nu pseudowetenschap noemen en 'echte' wetenschap. Zo is van Isaac Newton bekend dat hij zich zeer intensief met alchemie bleef bezighouden.
In de twintigste eeuw groeide de belangstelling voor de astrologie opnieuw. Astrologen van nu blijven zich als argument voor de astrologie beroepen op het rijke verleden van hun kunst en de persoonlijkheden die zich ermee hebben beziggehouden. In populaire media wordt de toekomst voorspeld aan de hand van de tekens van de dierenriem. Als iemand geboren is met de zon in een bepaald teken van de dierenriem zou dat iets zeggen over diens persoonlijkheid en de gebeurtenissen die hij of zij meemaakt.

## Scheiding astrologie en astronomie
Pas na de middeleeuwen en bij de opkomst van de natuurwetenschappen voltrok zich een scheiding tussen astrologie als occulte wetenschap en astronomie als moderne wetenschap. Het was een geleidelijk proces. Na de verwetenschappelijking van het wereldbeeld en het primaat van de wetenschappelijke methode kwam de astrologie hoe langer hoe meer in de marginaliteit en werd niet meer ernstig genomen. De huidige controverse tussen astronomen en astrologen stoelt op de veranderde visie op hemellichamen. Astrologen handhaven voor de duiding van de horoscoop nog steeds het klassieke geocentrische wereldbeeld met de aarde als middelpunt. Astronomen daarentegen gaan sinds Copernicus uit van het heliocentrische wereldbeeld waarbij geen bijzondere betekenis meer gehecht wordt aan de schijnbare banen van de hemellichamen langs de ecliptica. Dit betekent niet noodzakelijk dat astrologen niet overtuigd zijn van de juistheid van het heliocentrisme. Het systeem met de aarde als middelpunt geeft in een horoscoop gewoon een bepaald perspectief weer: de hemel zoals gezien door de mens op een bepaald tijdstip vanuit een bepaalde plaats op aarde. Astronomen verwerpen op deze en andere wetenschappelijke gronden het werk van astrologen.
Dat deze overgang (van een mythisch naar een nadrukkelijk wetenschappelijk bepaald wereldbeeld) slechts geleidelijk verliep, illustreren de volgende (vaak verzwegen) feiten over enkele pioniers van de moderne natuurwetenschappen.
- Tycho Brahe was vanaf zijn 15e levensjaar toegewijd aan de astrologie. Naast zijn observatorium Uraniborg liet de koninklijke astronoom van Denemarken een laboratorium bouwen om alchemie te bestuderen. Zijn studie van de komeet van 1577 was voor hem ook aanleiding voor een astrologische voorspelling: hij voorspelde dat in het noorden van Denemarken een prins zou geboren worden die Duitsland zou overrompelen en in 1632 zou verdwijnen. Deze profetie werd ook bewaarheid: de Zweedse koning Gustavus Adolphus werd in Stockholm geboren, overrompelde Duitsland en stierf in 1632.[13]
- Johannes Kepler maakte in zijn jeugd almanakken met voorspellingen en bevolkte de planeten met zielen en 'geniï'. Hij koppelde om geld te verdienen een astrologische voorspelling aan de verdwijning van de schitterende ster die hij in 1572 had geobserveerd.[13]

## Moderne ontwikkelingen

### Marginalisering

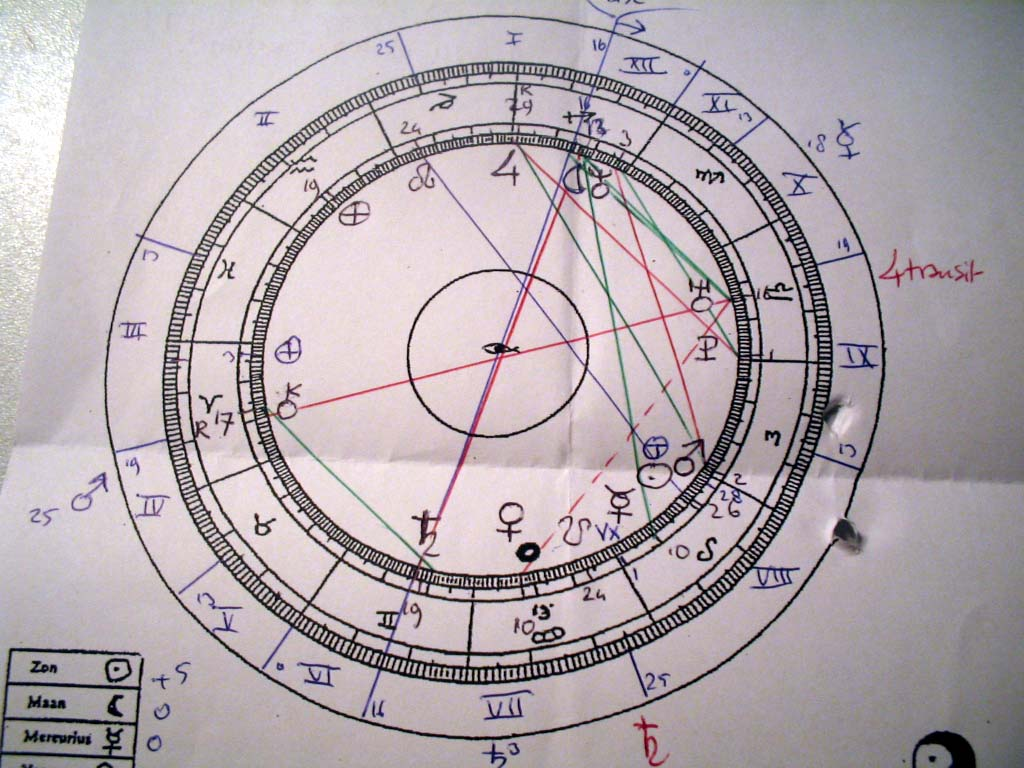
Een handgetekende horoscoop.
Bij een eerste analyse van deze horoscoop zal de astroloog opmerken dat er een grote nadruk is op de vuurtekens: zowel Zon als Maan staan in Leeuw, Zon is conjunct Mars in datzelfde teken, en maakt een driehoek naar Jupiter in Boogschutter. Daarenboven is de Ascendant van deze persoon Boogschutter, met in dat teken Jupiter, de heerser van dat teken. Met Cheiron erbij is er zelfs sprake van een 'grote vuurdriehoek' Zon/Mars-Jupiter-Cheiron. "Remmende factoren" op al dat vuur (actie, energie, beweging, ondernemingslust) zijn de conjunctie Maan-Neptunus (fijngevoeligheid) en de oppositie van Saturnus op de Ascendant en de Maan (gevoelsremmend).

In het Westen hebben de Verlichting en de natuurwetenschappen sinds Newton de astrologie wetenschappelijk in de marginaliteit verdreven. Door het ontbreken van geloofwaardige studies die effectief wijzen op een correlatie tussen de stand van hemellichamen en het lot van mensen, hecht men tegenwoordig nog weinig geloof aan astrologische voorspellingen. In India, waar slechts een minderheid een goede opleiding genoten heeft, staat astrologie nog op voet van gelijkheid met de wetenschap. Het is zelfs zo dat sommige Indiase universiteiten een opleiding aanbieden in astrologie.
Toch is astrologie in het westen verre van dood. Vanaf de 'newageperiode' van de jaren zestig van de 20e eeuw maakt de astrologie een ware opgang buiten het wetenschappelijk circuit en miljoenen mensen raadplegen regelmatig hun 'horoscoop' in dagbladen en tijdschriften. Astrologische scholen zoals de Kosmobiologie van Ebertin hebben in de 20e eeuw getracht de astrologie meer aanzien te verlenen door een beroep te doen op statistische methodes. Merkwaardig nochtans is dat tegenwoordig enerzijds de psychologische astrologie terrein wint - zonder aanspraak te maken op het volgen van de wetenschappelijke methode - en anderzijds de klassieke astrologie ook weer opgang maakt. Astrologen zoals deze plaatsen zich bewust buiten de wetenschappelijke traditie, die volgens hen slechts een gereduceerd mens- en wereldbeeld oplevert. Daarbij wordt het causaal-mechanistische denken van de wetenschap geplaatst tegenover een soort 'allesomvattende' zienswijze, die astrologie als een vorm van holisme presenteert. Er is dus sprake van een marginalisering die in twee richtingen werkt: de wetenschap van haar kant wil niets met de astrologische methodes te maken hebben, en moderne astrologie plaatst nu meer nadruk op de eigen-zinnigheid van de astrologie als een alomvattend systeem met eigen regels. 
Volgens het onderzoek van de Britse historicus Nicholas Campion claimt overigens slechts een minderheid van astrologen (25 % in het VK, 36 percent in de VS) dat hun vakgebied een "wetenschap" is. De meeste astrologen zien astrologie net als religie als een domein dat buiten de wetenschap valt en geloven dat het eerder dient te worden beschouwd als een spiritueel pad. In de 21e eeuw is het fatalistisch karakter van de middeleeuwse astrologie grotendeels vervangen door spirituele en psychologische vormen waarbij voorspellingen achterwege worden gelaten. Moderne astrologie wordt vooral beschouwd als een symbolentaal die kan bijdragen aan betere zelfkennis en de individuele mens bijstaat in zijn zelfontplooiing.

### Statistisch onderzoek
De Franse psycholoog en statisticus Michel Gauquelin (1928-1991) deed zijn leven lang statistisch onderzoek naar astrologie. Tussen divers onderzoek naar samenhang tussen planeten en uitgesproken eigenschappen zoals karakter en roeping vond hij een correlatie tussen de stand van Mars bij de geboorte en topsporters. Dit veelgeciteerde Mars-effect berust volgens zijn tegenstrevers echter op een voorselectie van 'eminente sporters'.
De Nederlandse romancier en arts Simon Vestdijk deed met Astrologie en wetenschap (1949) een biografisch-statistisch literatuuronderzoek naar 113 beroemde tweelingen uit de geschiedenis, van wie voldoende gegevens bekend zijn, zoals gedetailleerde karakterbeschrijvingen. Hij kon geen astrologische beweringen bevestigen.
Bewustzijnsonderzoeker Richard Tarnas, hoogleraar filosofie en psychologie aan het California Institute of Integral Studies in San Francisco, deed een retrospectief onderzoek naar de samenhang tussen planetaire constellaties, ingrijpende historische gebeurtenissen zoals de Franse Revolutie en de politiek-culturele jongerenopstand van de jaren zestig, historische crisisperiodes zoals de beide Wereldoorlogen, de Amerikaanse Revolutie, de Romantiek, de Verlichting, 9/11 en allerlei archetypische menselijke ervaringspatronen. In zijn tweede boek Cosmos and Psyche doet Tarnas echter verslag van dit onderzoek en suggereert tevens nieuwe mogelijkheden om religie en wetenschap, ziel en intellect, oude wijsheid en moderne ratio te verenigen in de zoektocht om de dynamiek van het verleden te begrijpen en de toekomst te scheppen. In dit boek stelt hij het moderne wetenschappelijke wereldbeeld ter discussie. Hij postuleert het bestaan van een consistente samenhang tussen planeetbewegingen (in het bijzonder de aspecten) en archetypische patronen van menselijke ervaring, waardoor hij zich opwerpt als verdediger van de zaak van de astrologie.

### De scholen van Witte en Ebertin
Vanaf de 20e eeuw zijn heel wat nieuwe ontwikkelingen binnen de westerse astrologie te signaleren. Midden 20e eeuw waren Alfred Witte en zijn volgeling Reinhold Ebertin de pioniers van het gebruik van midpunten in de horoscoop, iets wat in de klassieke astrologie niet erg gebruikelijk was. Zij spitsten zich vooral toe op de voorspellende astrologie en maakten geen gebruik meer van huizen in de horoscoop.

### Psychologische astrologie
De psychologische astrologie kreeg vooral door het werk van Dane Rudhyar tijdens de newagebeweging in de jaren zestig van de 20e eeuw veel belangstelling. Rudhyar had zijn werk over de 'harmonische astrologie' , "The Astrology of Personality" al in 1936 gepubliceerd. Daarin verzette hij zich tegen de deterministische astrologie en inspireerde zich op Jungs begrip van synchroniciteit om de planeten te postuleren als 'afbeeldingen' die gesynchroniseerd waren met menselijke wezens.
De psychologische astrologie aanvaardt de vrije wil van de mens en zweert voorspellingen af. Vanaf 1930 tot de jaren 80 van de 20e eeuw waren astrologen zoals Dane Rudhyar, Liz Greene en Stephen Arroyo - geïnspireerd door het werk van Carl Jung - bezig met psychologische interpretaties van de horoscoop. Zij vonden dat astrologie in de vorm die zij nastreefden perfect samen kon gaan met de inzichten uit de dieptepsychologie. Jungs opvatting over het bestaan van archetypen paste bij het idee van de astrologie over planeten als 'goden' of symbolen die onbewust invloed konden uitoefenen op de mens.
Jung trachtte de psyche te doorgronden door de analyse van dromen, kunst, mythologie, religie en filosofie. Voor het onderzoek van zijn concept over archetypen exploreerde hij ook de symbolen van alchemie en astrologie. Het is van belang hierbij aan te tekenen dat Jung niet aan astrologie dacht toen hij zijn theorieën ontwikkelde en dat hij slechts af en toe een horoscoop gebruikte bij zijn psychiatrische praktijk.
Wel heeft Jung de astrologie onderzocht in het kader van het door hem benoemde begrip synchroniciteit. Jung gaat ervan uit dat er acausale zinvolle verbanden zijn tussen verschillende gebeurtenissen. Hij ziet astrologie als een op synchroniciteit gebaseerd principe. Eenvoudig gesteld: hij veronderstelt zinvolle verbanden tussen gebeurtenissen die tegelijkertijd optreden, net zoals de astrologie dit doet met 'Zo boven, zo beneden'. Synchroniciteit biedt echter alleen een model voor een mogelijke verklaring van de astrologie; het zegt niets over de manier waarop een astroloog werkt.